# Joseph Faron
Pour les articles homonymes, voir Faron.
Joseph Faron, né le 12 décembre 1819 à Brest et mort le 19 novembre 1881 à Paris 16e, est un général français du XIXe siècle (général de division de l'infanterie de Marine). Il fut un des acteurs versaillais contre la Commune de Paris.

## Biographie

### Famille
Il est né de Jacques Philippe Louis Faron (instituteur) et d'Anne-Marie Maqué. Son frère est Pierre Aristide Faron qui deviendra Gouverneur de la Réunion.

### Carrière
- Le 7 avril 1836, il s'engage dans l'armée.
- Le 8 octobre 1840, il est sous-lieutenant dans l'infanterie de marine.
- Le 3 janvier 1843, il est lieutenant.
- Le 16 novembre 1845, il est capitaine.
- Le 17 octobre 1857, il est chef de bataillon.
- Le 24 décembre 1859, il est lieutenant-colonel.
- De 1860 à 1864, il dirige les Tirailleurs Sénégalais.
- Le 14 mars 1864, il est colonel.
- Le 8 janvier 1868, il est promu général de brigade.
- Durant la guerre franco prussienne de 1870, il commande une brigade du 13e corps d'armée qui ne fut pas engagée. Puis sous les ordres du général Auguste Alexandre Ducrot, il commande une division comprenant entre autres le 35e régiment de Ligne et le 42e régiment de Ligne. Il se distingue lors des tentatives de rupture du siège de Paris, surtout à la bataille de Champigny et, à la capitulation, obtient des Prussiens le droit de conserver ses armes.
- Durant la Commune de Paris, il dirige la 1re Division de l'armée de réserve des Versaillais composée de six régiments. Il a comme supérieur le général Joseph Vinoy. Il s'empare des Moulineaux, de la gare de Clamart puis participe à la bataille du fort d'Issy. Le 22 mai 1870, il entre dans Paris par les quartiers de Grenelle et Vaugirard, s'empare du Pont d'Austerlitz, de la gare de Lyon, de la Place de la Bastille, du Faubourg Saint-Antoine, de la Place du Trône et enfin du quartier de Belleville.
- Le 2 décembre 1870, il est promu général de division.
- Du 1er janvier 1879 à 1881, il est inspecteur général des troupes de marine.

## Décoration
Grand officier de la Légion d'honneur (16 mai 1871).

## Source
Gustave Vapereau, Dictionnaire universel des contemporains, supplément à la quatrième édition, Paris, Hachette, 1870, page 76.